# Biagio Agnes

Biagio Agnes (2008)

Biagio Agnes (* 25. Juli 1928 in Serino; † 30. Mai 2011 in Rom) war ein italienischer Journalist.  
Agnes war ab 1958 für die staatliche italienische Rundfunkanstalt RAI tätig. In den 1960er Jahren entwickelte er die Mittagssendung des Telegiornale und 1979 die lokale Nachrichtensendung Testata Giornalistica Regionale, Vorläufer von TG 3, für Rai 3. Von 1982 bis Ende 1989 war er Generaldirektor der RAI.
Im Anschluss bekleidete er Vorstandsposten beim Telekommunikationsunternehmen STET und bei Telemontecarlo.

## Ehrungen
- 5. November 1986: Großoffizier des Verdienstordens der Italienischen Republik[4]
- 2. Juni 1987: Cavaliere del Lavoro[3][5]
- 1992: Ehrendoktor der Universität Buenos Aires
- 2004: Ehrendoktor der Universität Parma
- 4. Juli 2005: Großkreuz des Verdienstordens der Italienischen Republik[6]